# Danjean
Danjean je priimek več oseb:
- Arnaud Danjean, francoski politik
- Lucien-Edmond Danjean, francoski general